# Antygon III Doson
Antygon Doson (stgr. Ἀντίγονος Δώσων, ur. 263 zm. 222/221 p.n.e.; panował w latach 229-222/221 p.n.e.) – król macedoński z dynastii Antygonidów, syn Demetriusza Pięknego, wnuk Demetriusza Poliorketesa. Jego przydomek "Doson" oznaczał "ten który oddaje władzę".

## Objęcie władzy
Objął władzę w 229 p.n.e. po śmierci Demetriusza II, który zginął prawdopodobnie w wojnie z sąsiadującymi z Macedonią od północy Dardanami. Syn Demetriusza, Filip (późniejszy Filip V), był zbyt młody aby zasiąść na tronie, dlatego rolę regenta powierzono jego wujowi - Antygonowi Dosonowi, który poślubił wdowę po Demetriuszu.

## Panowanie
Sytuacja Macedonii w tym okresie była bardzo trudna. Od północy zagrażali Dardanowie i Pajonowie. Ekspansja Związku Achajskiego na Peloponezie i Związku Etolskiego w Grecji Środkowej ograniczyła tradycyjne wpływy macedońskie w Grecji. Etolom udało się nawet włączyć do swojego państwa federalnego większość Tesalii – od ponad wieku uznającej zwierzchnictwo Macedonii. Z kolei w Atenach miejscowe władze porozumiały się z dowódcą lokalnego macedońskiego garnizonu i uwolniły się od obecności obcych wojsk.
Antygon Doson przystąpił do odbudowy zagrożonej pozycji swojego państwa. Zdołał narzucić zwierzchność Dardanom i Pajonom, w 228 p.n.e. odebrał Etolom Tesalię, po czym armia macedońska wkroczyła do Grecji Środkowej gdzie prowadziła działania przeciwko Związkowi Etolskiemu i Beotom. Te sukcesy militarne sprawiły, że macedońska arystokracja zaakceptowała Dosona jako pełnoprawnego króla. Uspokoiwszy sytuację w Grecji Antygon zwrócił się przeciwko Ptolemeuszowi III z Egiptu. Ptolemeusze od lat próbowali osłabić macedońską pozycję na Peloponozie wspierając finansowo Związek Achajski, utrzymywali także bazę w Metane. W 227 p.n.e. Doson zorganizował flotę, która wyprawiła się do Karii w Azji Mniejszej, gdzie założono bazy macedońskie i pozyskano kilku sojuszników. Te przyczółki mogły zagrażać ptolemejskiej kontroli nad Morzem Egejskim.

### Wojna ze Spartą
Tymczasem zmianie uległa polityczna sytuacja na Peloponozie. Postępująca ekspansja Związku Achajskiego załamała się na skutek działań króla Sparty Kleomenesa III. Dokonał on zamachu stanu w Sparcie i przeprowadził polityczną i militarną reorganizację państwa. Głoszone przez niego propagandowe hasła reform społecznych prowadziły do niepokojów w niektórych miastach achajskiej federacji. Sparta odnosiła znaczące sukcesy militarne, w 225 p.n.e. zajęła m.in. Argos i Korynt, uzyskała także finansowe wsparcie od Ptolemeusza, który teraz w Kleomenesie, nie w Achajach, upatrywał przeciwwagę dla macedońskich wpływów na Peloponezie. Achajowie, którym wsparcia odmówili Etolowie i Ateny, zwrócili się więc o pomoc do Antygona Dosona (promacedońską politykę w ramach Związku wspierało przede wszystkim miasto Megalopolis). Król macedoński zgodził się wysłać armię na Peloponez, ale swoją pomoc obwarował twardymi warunkami: Związek Achajski miał stać się de facto państwem satelickim Macedonii, a macedońskie garnizony miały na nowo pojawić się na Peloponezie (przede wszystkim w Koryncie po jego odbiciu z rąk Sparty).
W 224 p.n.e. Doson zdobył Argos i Korynt, prowadził działania wojenne w okolicach Megalopolis. Zorganizował też sojusz bezpieczeństwa obejmujący sprzymierzone z nim greckie federacje: Związek Achajski, Epir, Fokidę, Beocję, Akarnanię i Tesalię a w rzeczywistości będący kolejnym przykładem organizacji mających stanowić narzędzie macedońskiej dominacji w Grecji (poprzednio podobne związki tworzyli m.in. Filip II, czy Antygon Jednooki). Po dwóch latach ciężkich walk Macedończycy i ich sojusznicy zwyciężyli Spartę w decydującej bitwie pod Selazją. Wojna była skończona, Kleomenes opuścił Grecję szukając schronienia w egipskiej stolicy - Aleksandrii. Podczas walk obie strony dopuszczały się licznych okrucieństw, Antygon m.in. zrównał z ziemią Mantineję, jej ludność wybito, a potem miasto założono na nowo tym razem nazywając je "Antygoneją".
Zwycięski Antygon obsadził macedońskimi załogami kilka garnizonów, przede wszystkim Korynt (twierdza Akrokorynt, wraz z Chalkis na Eubei i Demetrias w Tesalii określane były mianem "kajdanów Hellady""). Jako pierwszy w dziejach król macedoński wkroczył do Sparty, gdzie pozostawił swojego namiestnika. Doson przywrócił Macedonii dominującą pozycję w Grecji, jaką cieszyła się za wcześniejszych władców, nie udało mu się jedynie odzyskać kontroli nad ateńskim portem - Pireusem.

### Ostatni rok
Tymczasem północnej granicy Macedonii ponownie zagrozili Dardanowie oraz Ilirowie. Doson zdołał uporać się z tym niebezpieczeństwem jednak wkrótce potem zmarł na gruźlicę, pozostawiając jako następcę siedemnastoletniego Filipa, syna Demetriusza II.